# Nina Bahinskaja

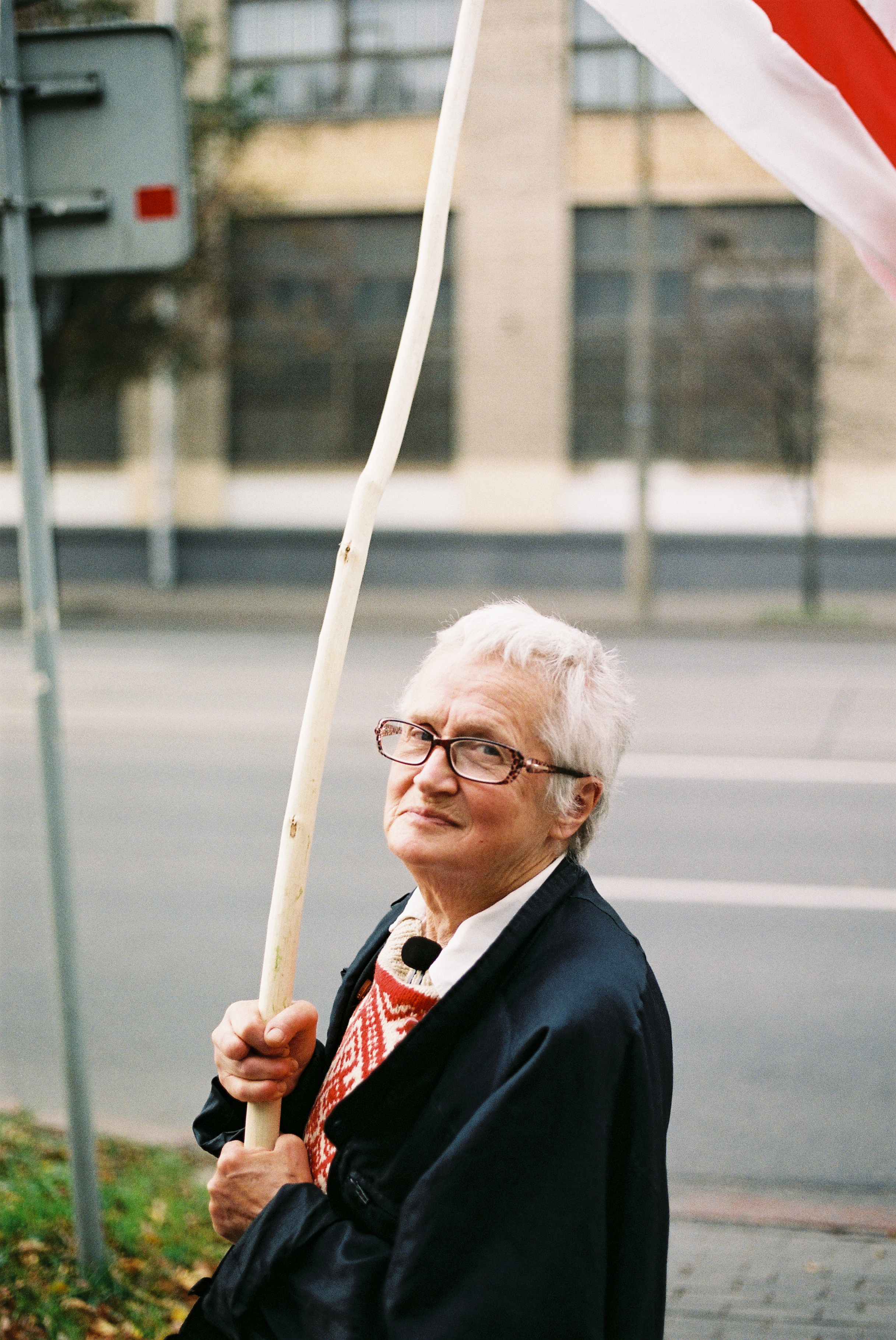
Nina Bahinskaja, September 2020

Nina Bahinskaja (meist Nina Baginskaja; belarussisch Ніна Рыгораўна Багінская Nina Ryhorauna Bahinskaja; * 30. Dezember 1946 in Minsk) ist eine ehemalige belarussische Geologin und politische Aktivistin. Vor allem in Oppositionkreisen in ihrem Heimatland wurde sie durch Aktionen bekannt, bei denen sie – als Einzelperson – mit der weiß-rot-weißen Flagge des ersten unabhängigen weißrussischen Staates „spazieren ging“. Dabei entstand am 25. März 2006 ein ikonisches Foto von Jewgeni Otzezki, auf dem Bahinskaja mit der Flagge allein vor einer Polizeikette stand.
Internationale Aufmerksamkeit wurde ihr während der Proteste in Belarus 2020 zuteil, wo sie als eine der zentralen Figuren der Protestbewegung wahrgenommen wurde.

## Leben
Bahinskaja wurde 1946 in Minsk als Tochter einer Lehrerin und eines Ingenieurs geboren und weitestgehend von ihrer Großmutter großgezogen. Diese regte ihre Enkelin an, die belarussische Sprache zu lernen, was ihr selbst als Kind von Exilierten am Schwarzen Meer nicht möglich gewesen war. Nach ihrer Aussage wurde sie von ihren Eltern und einem sozialen Umfeld geprägt, das die Erinnerung an die stalinistischen Säuberungen wachhielt.
Als Schülerin betrieb sie ab der achten Klasse Radsport und wurde in die Jugendmannschaft der Belarussischen Sozialistischen Sowjetrepublik aufgenommen, verletzte sich jedoch bei einem Unfall so schwer, dass sie im Koma lag und den Leistungssport aufgeben musste. Im Alter hat sie inzwischen mit posttraumatischen epileptischen Anfällen zu tun.
Sie absolvierte ein Studium am Minsker radiotechnischen Institut, wo sie einen Abschluss als Radiotechnikerin erhielt. Ihren eigentlichen Studienfachwunsch Geologie erfüllte sie danach, indem sie im ukrainischen Iwano-Frankiwsk am Öl- und Gasinstitut studierte. Nach dem Diplom ging sie zurück nach Minsk, wo sie für das Belarussische Geologische Forschungsinstitut in der Erdölexploration im Land tätig war. 1988 war sie bereits politisch engagiert, trat der BNF bei und sprach vermehrt Belarussisch. Nachdem Lukaschenka 1994 Präsident geworden war, verlor sie ihre Arbeitsstelle im Institut, nach ihrer Aussage offiziell, weil sie einen wichtigen Bericht in belarussischer Sprache verfasst hatte, aber auch aufgrund ihrer kritischen Einstellung zur Gewinnung von Erdöl in Belarus. Danach übte sie verschiedene Tätigkeiten aus, unter anderem als Näherin.
Bei ihrer ersten Teilnahme an einer Mahnwache 1988 ging es um die Massaker des NKWD in Kurapaty, ein Waldgebiet, nachdem dort die Massengräber entdeckt worden waren. Dieses Thema begleitete sie auch die nächsten Jahre und Jahrzehnte.
Bahinskaja wurde vielfach festgenommen, angeklagt und zu Geldstrafen verurteilt, so etwa, als sie 2014 vor dem KGB-Gebäude eine sowjetische Flagge verbrannte, um an die stalinistischen Repressionen gegen belarussische Kulturschaffende 77 Jahre zuvor zu erinnern. 2019 versuchte sie einen Bagger aufzuhalten, der Erinnerungskreuze an die Massaker des NKWD in Kurapaty zerstören sollte, woraufhin sie wegen „Rowdytums“ und Ungehorsam gegenüber Polizisten angeklagt wurde. Ihre Geldstrafen zahlt sie nach eigenen Aussagen nie, da sie deren Legitimität verneint, weshalb ihr die Rente gekürzt und Haushaltsgegenstände sowie ihre Datscha gepfändet wurden. Finanzielle Hilfe durch Menschenrechtsorganisationen und generell materielle Hilfe lehnt sie ab.
Im Jahr 2020 nahm sie regelmäßig an den Protestaktionen teil und wurde dadurch auch international bekannt. Sie riss den ungekennzeichneten und vermummten Milizen, die gegen Demonstrierende vorgingen, die Sturmhauben herunter und hisste auf der Straße wie immer ihre selbstgenähte weiß-rot-weiße Flagge. 
Ihre Interviews gibt sie prinzipiell auf Belarussisch, obwohl sie die russische Sprache beherrscht. Aus der Ehe mit ihrem ehemaligen Radsporttrainer, der bereits verstorben ist, sind eine Tochter und ein Sohn hervorgegangen. Bahinskaja hat außerdem Enkelkinder und einen Urenkel (Stand 2020).